# Münster-Arkaden

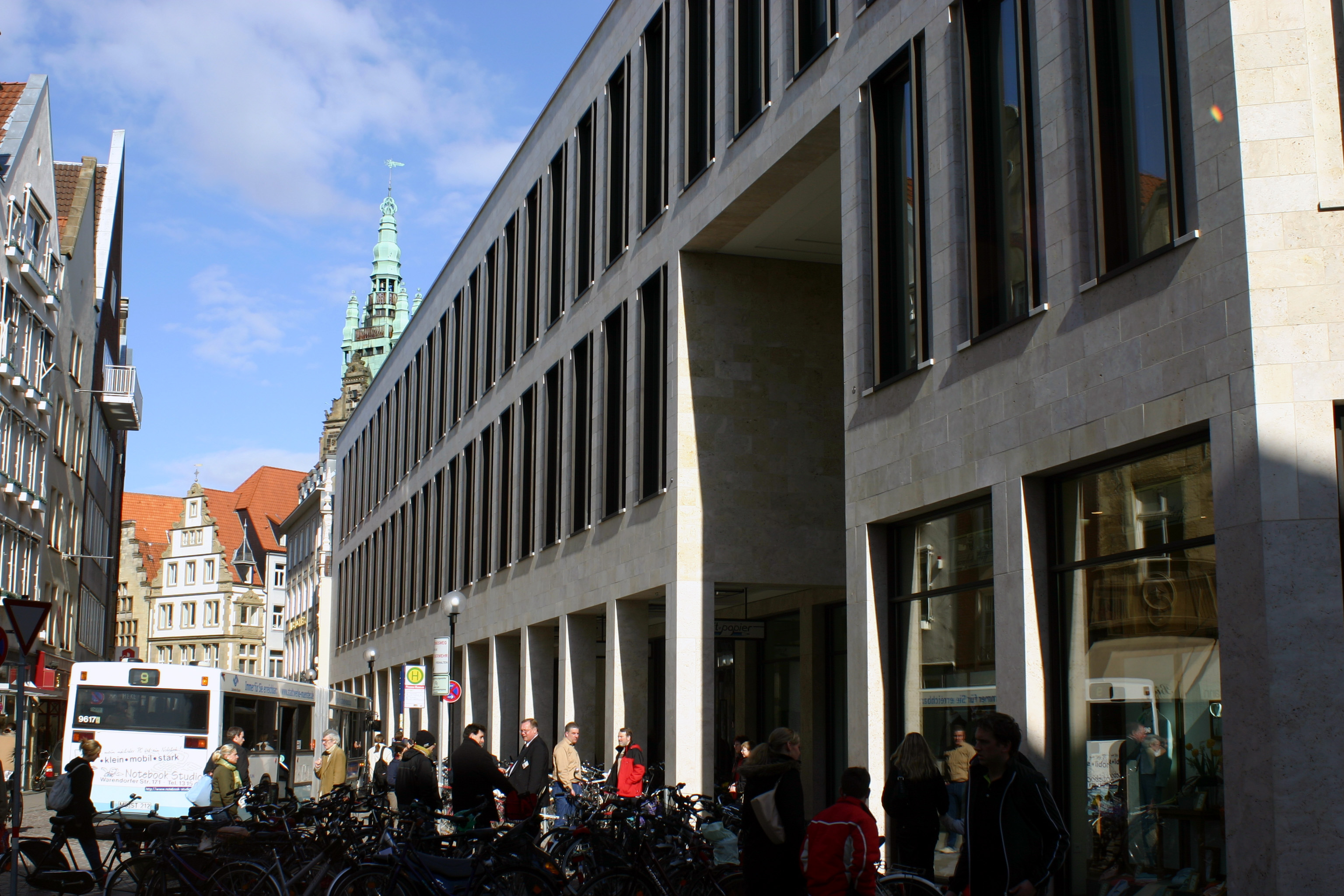
Münster-Arkaden (2006)

Die Münster-Arkaden (Eigenschreibweise: MÜNSTER ARKADEN) sind ein Einkaufszentrum an der Ludgeristraße in unmittelbarer Nähe zum historischen Prinzipalmarkt in Münster, Westfalen.

## Geschichte
Der Name des Einkaufszentrums soll eine Verbindung zu den Arkaden des Prinzipalmarktes suggerieren, was allerdings ob des Fehlens von Rundbögen an der Fassade der Münster-Arkaden für Kritik sorgte, da es sich bei dieser Architekturform um Kolonnaden handelt. Der Entwurf stammt vom Architekturbüro Kleihues + Kleihues aus Dülmen.
Der erste Bauabschnitt des etwa 10.000 m² großen Areals wurde am 17. Mai 2005, der zweite am 26. Oktober 2006 eröffnet. Die Arkaden beherbergen auf vier Etagen 23.600 m² Verkaufsfläche bei einer Gesamtnutzfläche von über 56.000 m² mehrere Gastronomiebetriebe, Einzelhandelsgeschäfte und die Innenstadtfiliale der Sparkasse Münsterland Ost, die mit rund 7.600 m² auch den größten Gebäudeteil belegt. Die Sparkasse ist Initiatorin des Projekts und hat dafür ungefähr 105 Millionen Euro aufgewendet. Weitere Ankermieter waren die Buchhandlung Thalia, die Bekleidungskette Esprit, der Elektronikmarkt Saturn, die dm-Drogerie, der Bio-Supermarkt SuperBioMarkt und der Bekleidungsanbieter Peek & Cloppenburg. Im Sommer 2013 waren sämtliche Ladenlokale vermietet. Im Jahr 2015 liefen die ersten Mietverträge zehn Jahre nach Eröffnung der Münster-Arkaden aus. So übernahm beispielsweise Superdry die Flächen von Esprit.
Noch vor der Eröffnung des zweiten Bauabschnitts am 26. Oktober 2006 verkaufte die Sparkasse Münsterland Ost als Eigentümerin am 16. Oktober die Münster-Arkaden für rund 165 Millionen Euro an das portugiesische Unternehmen Sonae Sierra, dem nach eigenen Angaben zweitgrößten Betreiber von Shopping-Centern in Europa.
Sonae Sierra erklärte Ende 2010, vom Kauf der Münster-Arkaden zurücktreten zu wollen, da die Sparkasse anders als zugesichert kein Änderungs- und Verwertungsrecht an dem Objekt gehabt und damit übertragen habe. Sonae wollte unter anderem die Anordnung der Rolltreppen ändern, was sich die Architekten mit Verweis auf ihr Urheberrecht verweigern. Die Sparkasse bestritt diese Ansicht. Dieser Rechtsstreit ist inzwischen beigelegt.
Ende November 2012 wurde bekannt, dass die Münster-Arkaden ab dem 1. Januar 2013 dem Investor Aachener Grundvermögen gehöre. Das Gebäude wurde für knapp 200 Millionen Euro erworben. Das Center-Management werde jedoch weiterhin vom Vorbesitzer Sonae Sierra übernommen, die sich einzig zur Kapitalfreisetzung für weitere Projekte von dem Objekt getrennt habe. Die Aachener Grundvermögen, die bereits sechs weitere hochwertige Immobilien in Münster besitzt, verfolge eine langfristige Anlagestrategie und keinen kurzfristigen Wiederverkauf des Gebäudes.
Im Jahr 2012 wurden in den Münster-Arkaden 11,8 Millionen Besucher gezählt.
Trotz der Namensähnlichkeit besteht keine Verbindung zwischen den Münster-Arkaden und den diversen „Arcaden“-Einkaufszentren der Firma Unibail-Rodamco-Westfield Germany (z. B. Köln Arcaden, Düsseldorf Arcaden, Gera Arcaden etc.).